# Kelli Stack
Kelli Stack, född den 13 januari 1988 i Cleveland, Ohio i USA, är en amerikansk ishockeyspelare.
Hon tog OS-sliver i damernas ishockeyturnering i samband med de olympiska ishockeytävlingarna 2010 i Vancouver samt 2012 i Sotji. Hon har dessutom fyra VM-guld och ett VM-silver (2008–2012).